# Пауерс (Мічиган)
Пауерс (англ. Powers) — селище (англ. village) в США, в окрузі Меноміні штату Мічиган. Населення — 381 особа (2020).

## Географія
Пауерс розташований за координатами 45°41′16″ пн. ш. 87°31′36″ зх. д. / 45.68778° пн. ш. 87.52667° зх. д. (45.687763, -87.526682).  За даними Бюро перепису населення США в 2010 році селище мало площу 2,57 км², уся площа — суходіл. В 2017 році площа становила 2,43 км², уся площа — суходіл.

## Демографія
Згідно з переписом 2010 року, у селищі мешкали 422 особи в 135 домогосподарствах у складі 63 родин. Густота населення становила 164 особи/км².  Було 141 помешкання (55/км²).
Расовий склад населення:
| - 98,3 % — білих - 0,9 % — корінних американців - 0,2 % — азіатів |

До двох чи більше рас належало 0,0 %. Частка іспаномовних становила 0,9 % від усіх жителів.
За віковим діапазоном населення розподілялося таким чином: 11,4 % — особи молодші 18 років, 38,4 % — особи у віці 18—64 років, 50,2 % — особи у віці 65 років та старші. Медіана віку мешканця становила 65,1 року. На 100 осіб жіночої статі у селищі припадало 70,9 чоловіків;  на 100 жінок у віці від 18 років та старших — 73,1 чоловіків також старших 18 років.
Середній дохід на одне домашнє господарство  становив 39 943 долари США (медіана — 26 458), а середній дохід на одну сім'ю — 48 807 доларів (медіана — 34 583). За межею бідності перебувало 30,9 % осіб, у тому числі 66,2 % дітей у віці до 18 років та 12,3 % осіб у віці 65 років та старших.
Цивільне працевлаштоване населення становило 128 осіб. Основні галузі зайнятості: освіта, охорона здоров'я та соціальна допомога — 25,8 %, виробництво — 20,3 %, роздрібна торгівля — 14,1 %.